# Achille Villa

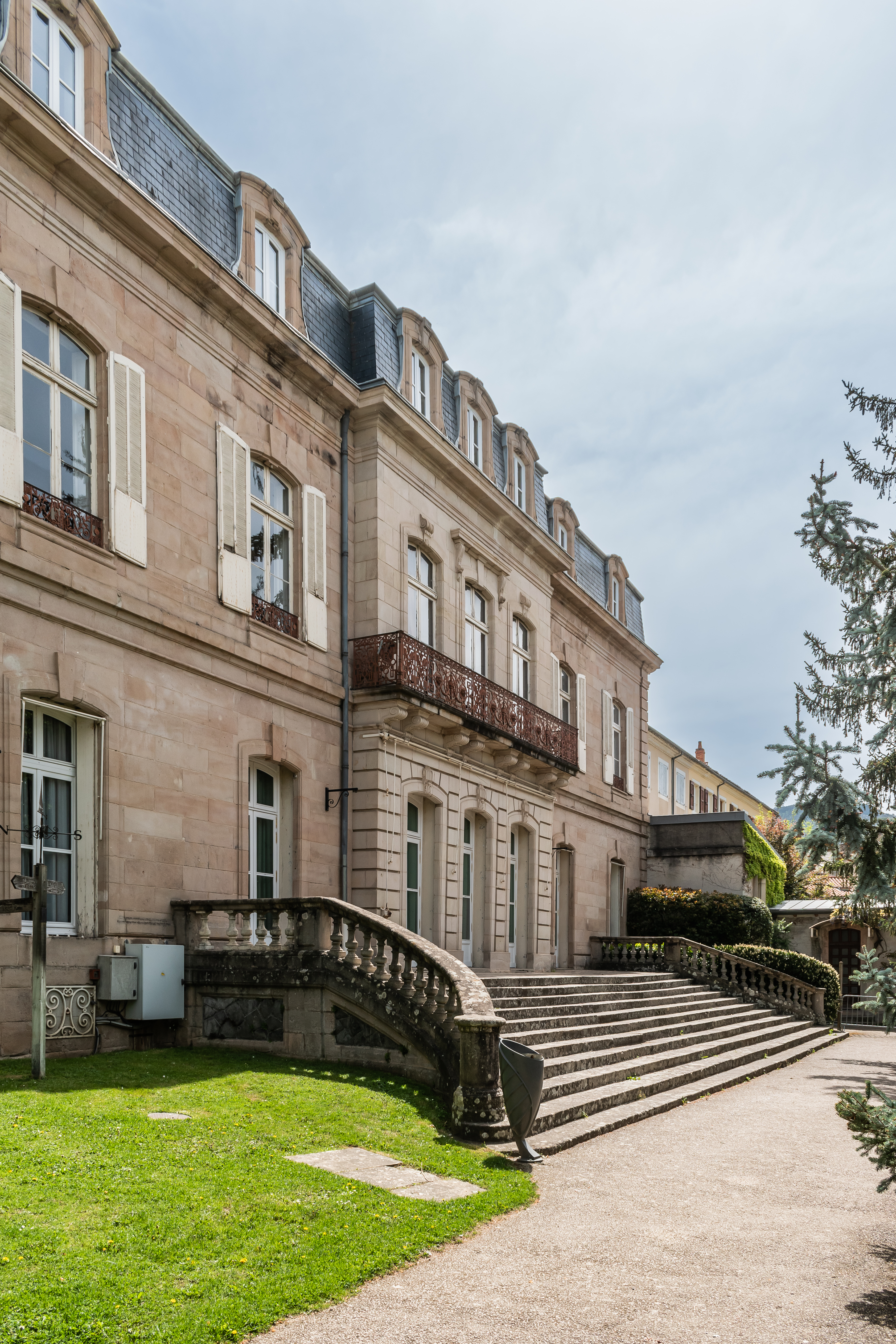
Stadhuis van Millau

Hilarion Achille Villa (Millau, 18 april 1818 – aldaar, 7 april 1901) was een Franse politicus en bankier. Hij werd als bankier de opvolger van zijn vader François Villa (1786-1868), die in 1807 de oprichter was van de Banque Villa in Millau.

## Bankier en burgemeester
Villa breidde het aantal bankfilialen uit in de streek zoals in Rodez, Villefranche, Espalion, Saint-Affrique, Marvejols, Albi, Carmaux en Gaillac. De Banque Villa had een voorname rol in de economische en industriële ontwikkeling in de streek rond Millau. De bank bleef actief tot 1934 en diende zijn activiteiten te staken als gevolg van de economische crisis van de jaren 30.
Villa was burgemeester van Millau van 1855 en 1865. Hij zetelde tevens in de raad van het departement van Aveyron van 1855 tot 1870.

## Trivia
- Villa is een betovergrootvader van de voormalige Franse president Valéry Giscard d'Estaing.[4][5]
- Het huidige stadhuis van Millau is gevestigd in de voormalige woning van de eigenaars van de Banque Villa.